# Keen Eddie
Keen Eddie es una comedia de televisión de origen británico-estadounidense. Keen Eddie se enfocaba en un detective de la policía de Nueva York (Estados Unidos) que debe viajar a Londres cuando uno de sus casos no termina bien y es obligado a trabajar con la Scotland Yard. A pesar de sus errores como detective de Scotland Yard es aprobado en dicha institución policial londinense.
Keen Eddie fue cancelada después de solo siete episodios por la cadena Fox durante la temporada 2003. Pese a que fue cancelada después de solo siete episodios, Keen Eddie fue lanzada en DVD hace algunos años con 13 episodios.
El primer capítulo de la serie comenzó a emitirse el 3 de junio de 2003 culminando ese año la temporada con siete episodios. El último capítulo se emitió el 14 de abril de 2004.

## Estilo de serie
La serie evoca el tono y el estilo de la serie Luz de luna, y recuerda bastante a películas de Guy Ritchie como Lock, Stock and Two Smoking Barrels y Snatch.

## Trama
Comienza con un mal trabajo realizado por Eddie Arlette (Mark Valley), un desacreditado detective neoyorquino, quien comete un espectacular fallo en una redada antidrogas, a causa de una información saboteada por una misteriosa y sexy informante por la cual Eddie se siente atraído. Evidentemente después de tan garrafal error por involucrar sus sentimientos con su criterio profesional, Eddie se presta a presentar su renuncia al Departamento de Policía de Nueva York NYPD, pero en lugar de aceptar su renuncia, el superior a cargo del caso, le ordena transferirse a Londres, último paradero conocido del químico farmacéutico que sintetizaba la droga oxicodona, para ponerlo bajo arresto y procesarlo.
Temporalmente en Londres, Eddie se une a Scotland Yard para resolver el caso como muestra de cooperación entre los departamentos de investigación del gobierno inglés y norteamericano. Para ello se le asigna como compañero al inspector Monty Pippin (Julian Rhind-Tutt), para asesorarlo sobre la legislación local y al mismo tiempo informar sobre el proceso al Superintendente Nathanial Jonhnson (Colin Salmon). Eddie acostumbrado al estilo americano de realizar las cosas en Nueva York no se adapta fácilmente al modus vivendi de Londres y recurrentemente comete errores que no solo lo avergüenzan a él, sino a todo el departamento de policía que representa. Al mismo tiempo Eddie debe lidiar con otros problemas de su vida personal puesto que para su estadía temporal en Londres decide rentar un departamento de una amiga londinense el cual se supone estaría disponible, no obstante Eddie se encuentra con que la casa vive Fiona Bickerton (Sienna Miller), un sexy y caprichosa rubia. Luego de las presentaciones formales y un desagradable primer encuentro, puesto que Fiona se encontraba jugando sexualmente con su novio Nigel. Eddie argumenta que se supone que el departamento estaría desocupado puesto que la hija de su amiga estaba como alumna interna en la universidad, Fiona, quién es hija de la amiga de Eddie a quién él rentó el departamento, no está dispuesta a dejarle vivir allí aludiendo a que se debe a un error cometido por su madre, pero las pesquisas de Eddie le llevan a descubrir que Fiona realmente ha abandonado la universidad sin que su madre lo sepa, al mismo tiempo el resultado de sus investigaciones concernientes al caso de las drogas empiezan a rendir frutos y su suerte en Londres comienza a cambiar. En una audaz jugada, Eddie consigue chantajear a Fiona; No dirá a su madre que ella ha abandonado sus estudios a cambio de que él pueda quedarse en el departamento arguyendo que él rentó y ya hizo el pago y de que compartan los gastos y responsabilidades de la manutención del lugar. Al mismo tiempo trae consigo su perro "Pete", un temperamental bull terrier que hace la vida de Fiona y de su gata "Duchess" un pequeño infierno debido a su mal carácter y a sus inclinaciones posesivo-destructivas con haberes personales de Fiona como su teléfono celular o su ropa, todo ello sumado a que las inclinaciones sexuales de "Pete" hacia "Duchess" provocan las rabietas de Fiona.
Finalmente luego de resolver exitosamente el caso y retirar de las calles de Londres la oxicodona, Eddie se prepara a regresar a Nueva York con su honor restituido y su carrera limpia. Sin embargo gracias a los resultados obtenidos en su trabajo para la Scotland Yard, el Superintendente Nathaniel Jonhnson le ofrece un puesto en su equipo de trabajo a lo cual no oculta su descarada intención de que gracias al trabajo de Eddie, él podrá ascender vertiginosamente en su carrera profesional hacia el puesto que desea en la Scotland Yard. Por su parte Eddie, quien hace el intento de marcharse; ve en ello una oportunidad para recibir el respeto que desea, y establecerse definitivamente en Londres como detective adjunto del Departamento de Policía de Nueva York para la Scotland Yard, además de que compartirá vivienda con su insufrible compañera, entre quienes ya se ha dejado ver cierto grado de atracción a pesar de sus continuos ataques de sarcasmo y desplantes.

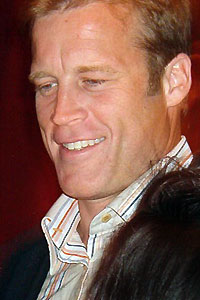
Mark Valley interpreta al detective Eddie Arlette

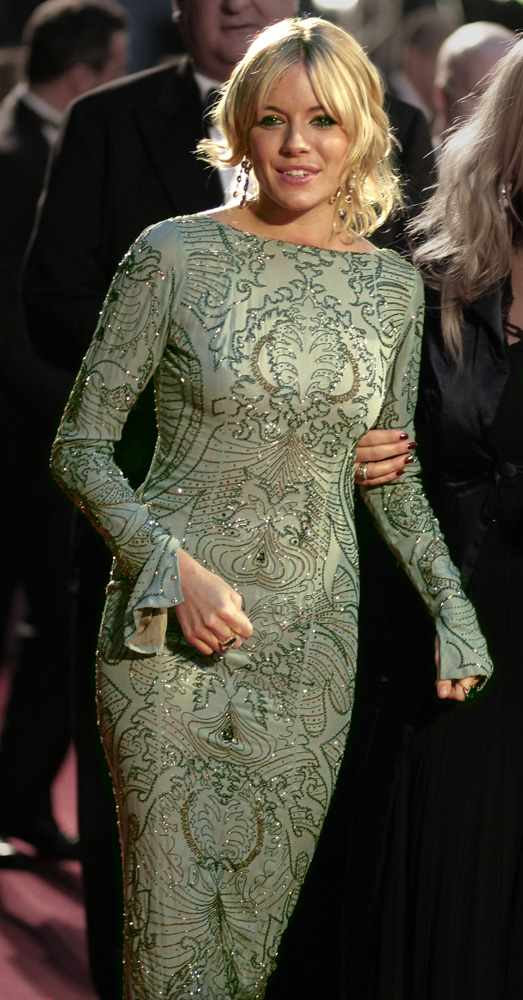
La actriz Sienna Miller interpreta a Fiona Bickerton

## Protagonistas
| Personaje                                    | Actor             |
| -------------------------------------------- | ----------------- |
| Detective Eddie Arlette                      | Mark Valley       |
| Fiona Bickerton                              | Sienna Miller     |
| Inspector Monty Pippin                       | Julian Rhind-Tutt |
| Superintendente Nathaniel Jonhson            | Colin Salmon      |
| Carol Ross (Miss Moneypenny)[cita requerida] | Rachel Buckley    |

## Estrenos
- EE. UU.:	 3 de junio de 2003
- Islandia: 7 de septiembre de 2003
- Italia:	 04 2004
- Suecia:	 16 de enero de 2005
- Finlandia: 22 de febrero de 2005
- Eslovenia: 18 de mayo de 2005
- Hungría: 22 de octubre de 2005

## Lista de capítulos

### Temporada 1
- Temporada 1, Episodio 1: Piloto: Eddie

Fecha-3 Transmisión original junio de 2003: 
El detective Eddie Arlette (NYPD) estaba trabajando desde hace meses en un caso de drogas, sino que va completamente equivocado. Él tiene la culpa, y una oportunidad de redimirse a sí mismo: ir a Londres y coger el camino, por lo que se separa a Scotland Yard, donde se asocia con el inspector Monty Pippin. Sin embargo, los delincuentes de drogas prueban un fruto seco muy duro de roer, siempre lleno de sorpresas desagradables.
- Temporada 1, Episodio 2: Caballo Heredero

Fecha-10 de aire original, junio de 2003 
- Temporada 1, Episodio 3: Achtung, Baby

Fecha-17 de aire original, junio de 2003 
- Temporada 1, Episodio 4: Eddie le encanta el béisbol

Fecha-24 de aire original de junio de 2003 
- Temporada 1, Episodio 5: Sucker Punch

Fecha-1 Transmisión original julio de 2003 
- Temporada 1, Episodio 6: The Amazing Larry Dunn

Fecha-8 Transmisión original, julio de 2003 
- Temporada 1, Episodio 7: Negro como yo

Fecha-24 de aire original de julio de 2003 
- Temporada 1, Episodio 8: Sticky Fingers

Fecha-27 de aire original, enero de 2004 
- Temporada 1, Episodio 9: Incidente Incitar

Transmisión original-17 de febrero de 2004 
- Temporada 1, Episodio 10: Ciudadano Cecil

Fecha-2 Transmisión original marzo de 2004 
- Temporada 1, Episodio 11: ¿Quién quiere ser en un club que me como un miembro?

Fecha-24 de aire original de marzo de 2004 
- Temporada 1, Episodio 12: Guardando las apariencias

Fecha-7 Transmisión original abril de 2004 
- Temporada 1, Episodio 13: Liberté, Egalité, Fraternité

Fecha-14 de aire original de abril de 2004

## Premios
| Premio            | Año  | Resultado | Categoría Destinatario                                                                         |
| ----------------- | ---- | --------- | ---------------------------------------------------------------------------------------------- |
| Teen Choice Award | 2003 | Nominado  | Choice TV Breakout Star / Mujer: Sienna Miller - Choice TV Breakout Star / Hombre: Mark Valley |